# Der Diktator (Oper)
Der Diktator ist eine „Tragische Oper“ in einem Akt (zwei Bildern). Text und Musik stammen von Ernst Krenek. Die Oper stellt dessen Op. 49 aus dem Jahr 1926 dar und gehört mit Kreneks Kurzopern Das geheime Königreich und Schwergewicht oder Die Ehre der Nation zu einem Triptychon.

## Gestaltung
Benito Mussolini ist das Vorbild für die Hauptfigur der Oper.
Krenek vertonte die Kurzopern des Triptychons in unterschiedlichen musikalischen Stilen:
- den Diktator als veristische „Tragische Oper“,
- das Das geheime Königreich als schillernde „Märchenoper“ im Stil von Franz Schreker und
- das Schwergewicht als „Burleske Operette“ mit Modetänzen der Zeit.

Während des bei geschlossenem Vorhang stattfindenden Bildwechsels erklingt ein Orchesterzwischenspiel.

### Instrumentation
Die Orchesterbesetzung der Oper enthält die folgenden Instrumente:
- Holzbläser: zwei Flöten, zwei Oboen, zwei Klarinetten, zwei Fagotte
- Blechbläser: Horn, Trompete, Posaune
- Pauken, Schlagzeug: Becken, große Trommel, kleine Trommel, Rührtrommel, Tamtam, Triangel
- Streicher: Violine 1, Violine 2, Bratschen, Violoncelli, Kontrabässe

## Werkgeschichte
Die drei Opern des Triptychons wurden am 6. Mai 1928 im Hessischen Staatstheater Wiesbaden im Rahmen der Internationalen Maifestspiele Wiesbaden uraufgeführt. Die musikalische Leitung hatte Joseph Rosenstock. Regie führte Paul Bekker. Die Rolle der Charlotte sang Viorica Ursuleac.
Da Krenek aufgrund der Machtübernahme der Nationalsozialisten in Deutschland 1933 und in Österreich 1938 Europa verlassen musste, erlebte die Aufführungsgeschichte seiner Werke in Europa eine absolute Zäsur. Erst in den späten 1970er begann eine zaghafte Renaissance von Krenek-Werken in Europa. Der Diktator wurde am 1. Mai 2017 an der Oper Frankfurt im Rahmen des gesamten Triptychons präsentiert und am 13. April 2018 – gemeinsam mit Viktor Ullmanns Zerbrochnem Krug – am Cuvilliés-Theater in München.

## Aufnahme
- Deutsches Symphonie-Orchester Berlin, Dirigent: Marek Janowski, mit Urban Malmberg (Diktator), Celina Lindsley (Charlotte, seine Frau), Robert Wörle (Der Offizier), Gabriele Ronge (Maria, dessen Frau)[4]